# Cerococcidae
Cerococcidae è una piccola famiglia di insetti appartenente all'ordine dei Rincoti Omotteri, superfamiglia Coccoidea. Sono rappresentati in tutte le regioni zoogeografiche della Terra, ma la maggior parte delle specie è presente nelle regioni tropicali.

## Descrizione
I Cerococcidae mostrano una sostanziale omogeneità morfologica e sono affini agli Asterolecaniidae.
Le femmine mostrano una spiccata neotenia con corpo morfologicamente indifferenziato, privo di zampe o con zampe ridotte a spine, prive di occhi e con antenne rudimentali. Sul dorso sono presenti pori ceripari disposti a coppie formando strutture a forma di otto come negli Asterolecaniidae. L'ano è circondato da un anello sclerificato provvisto di setole ed è sormontato da una lamina sclerificata.
Il corpo è protetto da un robusto scudetto di cera di forma semisferica, liscio o corrugato, in genere di colore bruno o biancastro, talvolta di colori di più appariscenti. In alcune specie si ha l'aspetto stellato per l'emissione di filamenti di cera a raggiera. Le uova vengono lasciate nella camera compresa fra il ventre della femmina e il substrato.

## Biologia
Lo sviluppo postembrionale delle femmine si svolge in due stadi di neanide, quello dei maschi in due di neanide e due di ninfa (prepupa e pupa). Sono generalmente associati a piante legnose, di cui attaccano i rametti di uno-due anni di età.
Su specie di Cerococcus americane è stato riscontrato che il ciclo si svolge con una generazione l'anno e con lo svernamento allo stadio di uovo protetto dal follicolo della femmina.

## Sistematica
La famiglia comprende circa 70 specie ripartite fra tre generi:
- Asterococcus
- Cerococcus
- Solenophora